# Alto Guadalquivir
Alto Guadalquivir este o arie protejată (arie specială de conservare — SAC, sit de importanță comunitară — SCI, arie de protecție specială avifaunistică — SPA) din Spania întinsă pe o suprafață de 830,48 ha, integral pe uscat.

## Localizare
Centrul sitului Alto Guadalquivir este situat la coordonatele 37°56′03″N 3°17′07″W / 37.9342°N 3.2854°V.

## Înființare
Situl Alto Guadalquivir a fost declarat sit de importanță comunitară în decembrie 1997 pentru a proteja 66 de specii de animale. Alte tipuri de protecție:
- arie de protecție specială avifaunistică (în octombrie 2002)[4]
- arie specială de conservare (în noiembrie 2016)[3][5][6]

## Biodiversitate
Situată în ecoregiunea mediteraneană, aria protejată conține 5 habitate naturale: Galerii de Salix alba și de Populus alba, Dehesas cu Quercus spp. perene, Galerii și tufărișuri riverane sudice (Nerio-Tamaricetea și Securinegion tinctoriae), Pajiști umede mediteraneene cu ierburi înalte de Molinio-Holoschoenion, Pseudostepă cu ierburi și specii anuale de Thero-Brachypodietea.
La baza desemnării sitului se află mai multe specii protejate:
- păsări (62): fluierar de munte (Actitis hypoleucos), pescăruș albastru (Alcedo atthis), rață sulițar (Anas acuta), rață pitică (Anas crecca), rață mare (Anas platyrhynchos), gâscă cenușie (Anser anser), egretă mare (Ardea alba), stârc cenușiu (Ardea cinerea), stârc roșu (Ardea purpurea), pietruș (Arenaria interpres), rață-cu-cap-castaniu (Aythya ferina), rața moțată (Aythya fuligula), rață roșie (Aythya nyroca), buhai de baltă (Botaurus stellaris), Bubulcus ibis, fugaci de țărm (Calidris alpina), Calidris canutus, bătăuș (Calidris pugnax),  prundaș gulerat mic (Charadrius dubius), prundaș gulerat mare (Charadrius hiaticula), chirichița cu obraz alb (Chlidonias hybrida), barză albă (Ciconia ciconia), barză neagră (Ciconia nigra), erete de stuf (Circus aeruginosus), erete vânăt (Circus cyaneus), porumbel gulerat (Columba palumbus), egretă mică (Egretta garzetta), lișiță (Fulica atra), becațină comună (Gallinago gallinago), găinușă de baltă (Gallinula chloropus), piciorong (Himantopus himantopus), stârc pitic (Ixobrychus minutus), pescăruș negricios (Larus fuscus), Larus michahellis, pescăruș râzător (Larus ridibundus), sitar de mâl (Limosa limosa), becațină mică (Lymnocryptes minimus), rață fluierătoare (Mareca penelope), rață pestriță (Mareca strepera), Mergus serrator, prigoare (Merops apiaster), gaia neagră (Milvus migrans), rață cu ciuf (Netta rufina), stârc de noapte (Nycticorax nycticorax), ciuf-pitic (Otus scops), Oxyura leucocephala, vultur pescar (Pandion haliaetus), cormoran mare (Phalacrocorax carbo carbo), corcodel mare (Podiceps cristatus), Porphyrio porphyrio porphyrio, cristei de baltă (Rallus aquaticus), ciocântors (Recurvirostra avosetta), pițigoi-pungar (Remiz pendulinus), Spatula clypeata, rață cârâitoare (Spatula querquedula), turturică (Streptopelia turtur), corcodel mic (Tachybaptus ruficollis), călifar roșu (Tadorna ferruginea), fluierar negru (Tringa erythropus), fluierarul de zăvoi (Tringa ochropus), fluierarul cu picioare roșii (Tringa totanus), nagâț (Vanellus vanellus)
- pești (2): Pseudochondrostoma willkommii, Squalius alburnoides
- reptile (2): țestoasa de baltă (Emys orbicularis), Mauremys leprosa

Pe lângă speciile protejate, pe teritoriul sitului au mai fost identificate 1 specie de păsări, 8 specii de amfibieni, 2 specii de mamifere, 10 specii de reptile.